# فرشته‌ماهی صورت‌آبی
فرشته‌ماهی صورت‌آبی (نام علمی: Pomacanthus xanthometopon) نام یک گونه از تیره فرشته‌ماهیان است.